# 馬洛 (萬曆進士)
馬洛（1540年—？），字呈書，號禹河，直隸揚州府如皐縣人，民籍，明朝政治人物。

## 生平
隆慶元年（1567年）丁卯科應天府鄉試第一百十二名，萬曆二年（1574年）甲戌科會試第二百二十三名，登三甲第一百九十七名進士。

## 家族
曾祖馬繼祖，曾任監察御史；祖父馬紳，曾任知縣；父馬應禎，曾任恩例千戶。母許氏。具庆下。兄馬濟（监生）、弟馬汴、馬湖、馬淑。